# Линейни кораби тип „Алмиранте Латоре“
Алмиранте Латоре (на испански: Almirante Latorre) са серия чилийски линейни кораба (супер-дреднаута), разработени от британската компания Armstrong Whitworth. Те са създадени с цел влизането на Чили в южноамериканската дредноутна гонка. Но и двата кораба са реквизирани от Кралския флот още преди края на тяхното строителство, за да се използват през Първата световна война на страната на Великобритания. Само един от тях, Almirante Latorre („Алмиранте Латоре“) (HMS Canada), е завършен като броненосец; Almirante Cochrane (HMS Eagle) е преоборудван в самолетоносач. Своите чилийски имена те получават в чест на чилийските адмирали (Almirantes) Хуан Хосе Латоре и Томас Кохрейн; Английските им имена са различни: Almirante Latorre получава името си в чест на британския доминион Канада – HMS Canada, а Almirante Cochrane получава традиционното за Кралския флот име – HMS Eagle.
В края на XIX и началото на XX век Чили е въвлечен в интензивна военноморска конкуренция със съседната Аржентина. Противостоянието им завършва мирно през 1902 г., но след малко повече от десет години Аржентина поръчва два дредноута в отговор на направената малко по-рано поръчка на два дредноута от Бразилия. Чилийският конгрес отговаря на това като заделя средства за собствени дредноути, които са поръчани във Великобритания, независимо от съществения натиск оказван от страна на правителството на САЩ.